# (33288) 1998 KL4
1998 KL4 (asteroide 33288) é um asteroide da cintura principal. Possui uma excentricidade de 0.08698340 e uma inclinação de 21.62061º.
Este asteroide foi descoberto no dia 22 de maio de 1998 por LONEOS em Anderson Mesa.